# Crăciunești (okręg Marusza)
Crăciunești (węg. Nyárádkarácson) – wieś w Rumunii, w okręgu Marusza, w gminie Crăciunești. W 2011 roku liczyła 1040 mieszkańców.